# Ничка (приток Кизира)
Ничка — река в Курагинском районе Красноярского края России, правый приток Кизира.
Длина — 110 км, площадь водосборного бассейна — 1360 км². Протекает в Восточном Саяне. Берёт начало на стыке Шиндинского хребта и Канского Белогорья на высоте 1409 м над уровнем моря.

## В литературе
Описание реки в книге «Мы идём по Восточному Саяну» писателя-геодезиста Григория Анисимовича Федосеева:
…К Ничке спускались крутым ключом, забитым глубоким снегом. Неприятное впечатление оставила у нас эта река. Какая стремительная сила! Сколько буйства в её потоке, несущемся неудержимо вниз по долине! Её перекаты завалены крупными валунами, всюду на поворотах — наносник и карчи. Мы и думать не могли перейти её вброд…

## Притоки
(расстояние от устья)
- 10 км: река Красная (лв)
- 15 км: река Нырда (пр)
- 30 км: река Тумна (пр)

## Данные водного реестра
По данным государственного водного реестра России относится к Енисейскому бассейновому округу, водохозяйственный участок реки — Енисей от впадения реки Абакан до Красноярского гидроузла, речной подбассейн реки — Енисей между слиянием Большого и Малого Енисея и впадением Ангары. Речной бассейн реки — Енисей.
Код объекта в государственном водном реестре — 17010300312116100016587.